# Fox News Radio
Fox News Radio es una red de radio propiedad de Fox News Channel.

## Historia
En el año 2003, Fox News comenzó a sindicalizar un minuto de informes radiales a estaciones aledañas mediante el servicio de sindicalización Westwood One. El primero de junio de 2005, la Fox News Radio contrató a 60 personas y proveyó informes radiales de cinco minutos al principio de una hora, y luego informes de un minuto al final de una hora. A su lanzamiento, 60 estaciones de radio participaron en la red, y luego muchas más luego de un acuerdo comercial entre Fox y Clear Channel Comumunications (o iHeart Media). Esto le permitió a la mayoría de las estaciones de radio ancladas con Clear Channel transmitir los informes de Fox News Radio, y permitió a Fox News Radio distribuir noticias producidas por Clear Channel, terminando con una relación de décadas con ABC News Radio (ahora propiedad de la competencia Cumulus Media) y a la CBS Radio News para conllevar la FNR.
Fox también produce un programa llamado Fox News Talk para ambos servicios de radio satélite, con programas tipo panel de discusión y presentando a rostros de Fox News.
Se anunció en el programa de Fox News Channel, conducido por Brian Killmeade: The Five,  el 13 de febrero de 2013 que Sirius XM, una estación de radio aledaña, dejó de transmitir los informes de Fox News Radio, y Fox News pidió a sus televidentes que exigieran a Sirius XM poner nuevamente al aire la redifusión. El 17 de octubre de 2013, gracias a un nuevo acuerdo, el servicio de radio por satélite de Sirius XM volvió a transmitir los informes de Fox News Talk Radio, así también volviendo a transmitir los informes vía Internet.

## Programación
Fox News Radio también está unida con los siguientes programas de radio y sus celebridades televisivas:
- Kilmeade and Friends con Brian Kilmeade[6]
- El Show de John Gibson[7]
- El Show de Tom Sullivan[8]
- El Show de Alan Colmes[9]

Tres programas radiales presentados por personalidades de Fox News Channel son o fueron distribuidos por otras compañías. The Radio Factor conducido por Bill O'Reilly fue producido por Fox News Radio pero fue separado de la sindicación entre Westwood One. Esto se debe porque cuando Fox News comenzó a producir el programa radial de O'Reilly en 2002, no se contaban con los recursos necesarios para sindicalizar, y por ello no fue distribuido a Westwood One. Fox y Westwood han renovado el acuerdo en dos ocasiones, en 2006 y después en 2007, aun así, O'Reilly decidió dejar el programa en 2009.
Los programas de charla conducidos por los rostros de la FNC Sean Hannity y Glenn Beck están anclados por Premiere Networks. El programa de Hannity debutó antes que Fox News Radio (y antes de 2009, era distribuido por ABC Radio, después Citadel Media y luego por Cumulus Media Networks), y Beck no se unió a la organización Fox varios años después que su programa ya había salido al aire (desde ahí que dejó Fox).
El programa de Hannity, The Sean Hannity Show, es transmitido en los canales America Right y Sirius Patriot vía satélite.
El 12 de noviembre de 2007, Fox News Radio estrenó un show conducido por Thomas M. Sullivan, de 3 a 6 PM (hora del este), un programa de larga duración de charlas con el conductor que ha sido un presentador ancla en la compañía Fox Business Network. El programa de Sullivan continúa al aire en su estudio original, en Sacramento, California KFBK, y también es ofrecido a otras estaciones de radio, usualmente diferido.

## Noticieros
La red también provee noticieros cada hora y cada media hora. Dependiendo de la afiliación que tenga la radio, también reciben noticieros de cinco o de un minuto. Los reportes de noticias urgentes (llamados Fox News Alerts), disponibilidad de corresponsales y entrevistas a expertos, transmisiones especiales para eventos importantes, cobertura de noticias y acontecimientos cubriendo todos los detalles, y fuentes fiables de eventos noticiosos están disponibles en el paquete de servicios. Los afiliados también obtienen acceso a un sitio web con constantes actualizaciones de audios informativos y reportes noticiosos.
La versión de cinco minutos audible del noticiero a la hora consiste de dos minutos de noticias, un minuto de publicidad o promociones de Fox, y dos otros dos minutos más de noticias. Esta versión está disponible como podcast. Desde 2011, típicamente solo un archivo MP3, el más reciente, está disponible a toda hora. La hora del este está incorporada en el nombre del archivo, (por ejemplo 5minpodcast21.mp3 para un archivo de las 9 PM). Aun así, si ha habido una noticia urgente (una Fox News Alert), el archivo para el noticiero a la hora será retenido por un par de horas. El archivo más actual debe estar disponible después de 10 minutos de su transmisión, por ejemplo, pasado un cuarto de la hora.
Los noticieros regularmente son conducidos por Dave Anthony, Lisa Brady, Ron Flatter, Jane Metzler, Bill Vitka, Lisa Lacerra, Chris Foster, Pam Puso, Sal Giangrasso y Steve Knight. Los periodistas en terreno incluyen a Jeff Monoso y Tonya J. Powers en Nueva York; Mike Majchrowitz en la Casa Blanca, Jared Halpern y Rachel Sutherland en Washington y Jessica Rosenthal en Los Ángeles. Jennifer Keiper informa desde Chicago. Eben Brown informa desde Miami, Simon Owens en Londres, Emily Wither en Jerusalén, Courtney Walsh en Roma y Lesley Yeomans en Melbourne como corresponsales en el extranjero. Las opiniones diarias son comunicadas por Todd Starnes.